# Musala
Musala (em búlgaro:  Мусала) é a mais alta montanha da Bulgária e de toda a península Balcânica, atingindo no topo os 2925 m (9.596 ft). Faz parte da cordilheira Rila.
O nome provém talvez de Mus Allah, "montanha de Alá", uma herança do tempo em que a Bulgária era parte do Império Otomano. Entre 1949 e 1962 o pico chamava-se Stalin.
O rio Iskar, o rio Maritsa e o rio Mesta, três dos principais rios búlgaros, nascem perto do Musala. Perto fica também a estância de esqui Borovets.

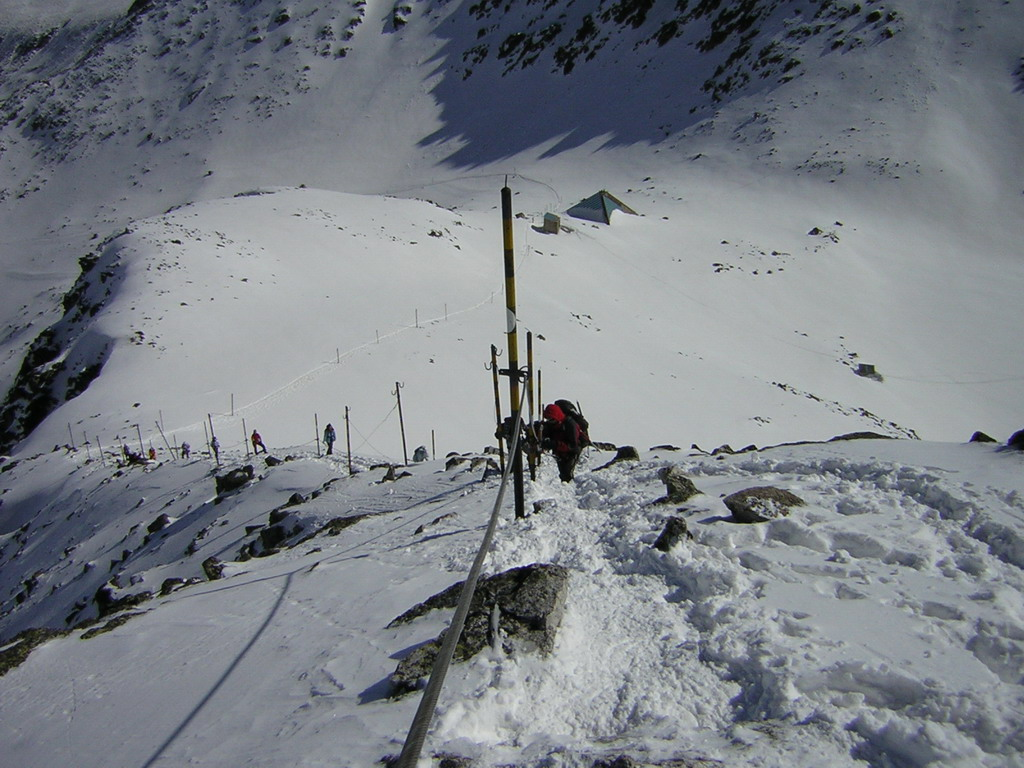
Montanhistas perto do topo do Musala
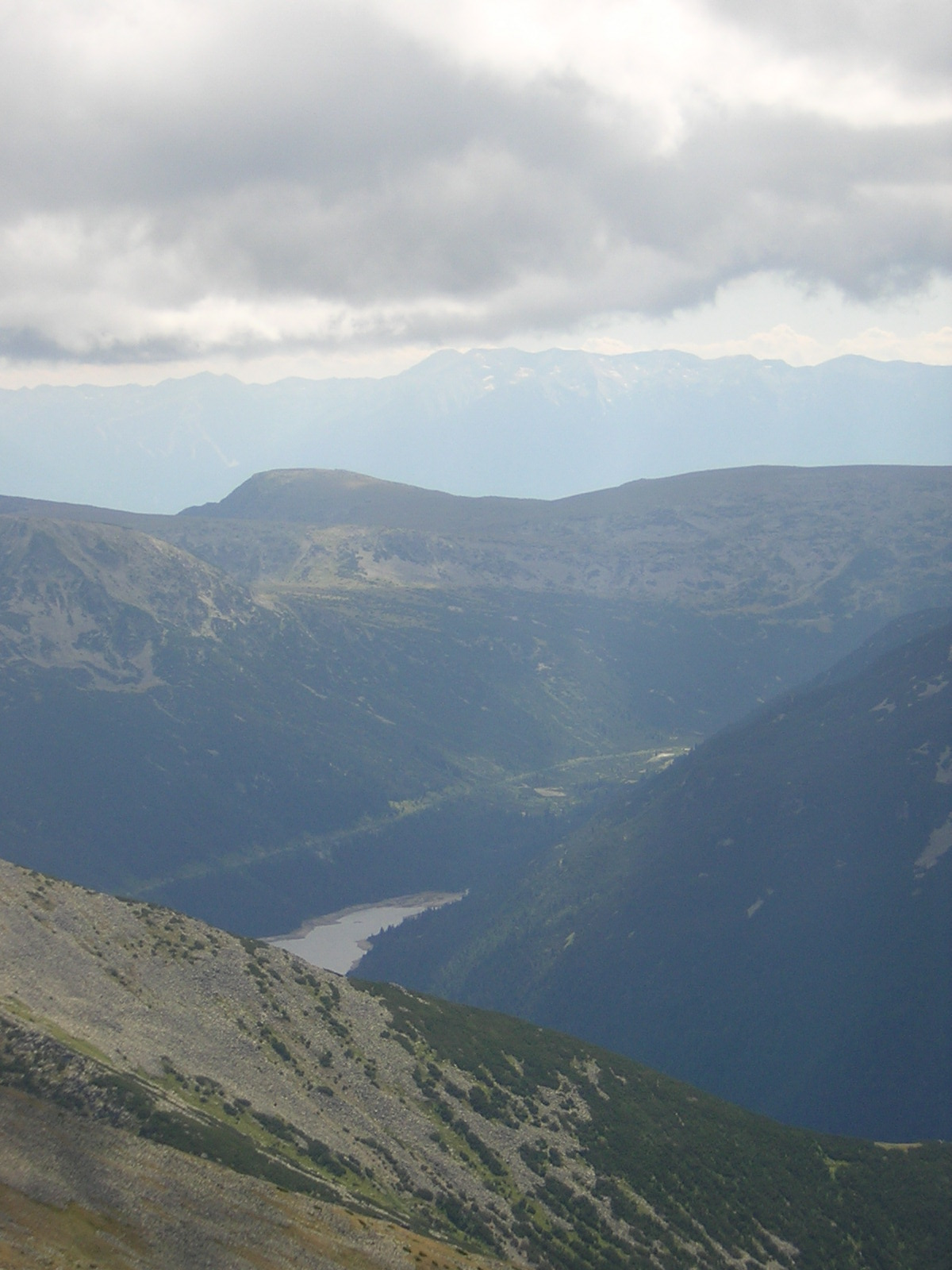
As montanhas Pirin vistas do Musala
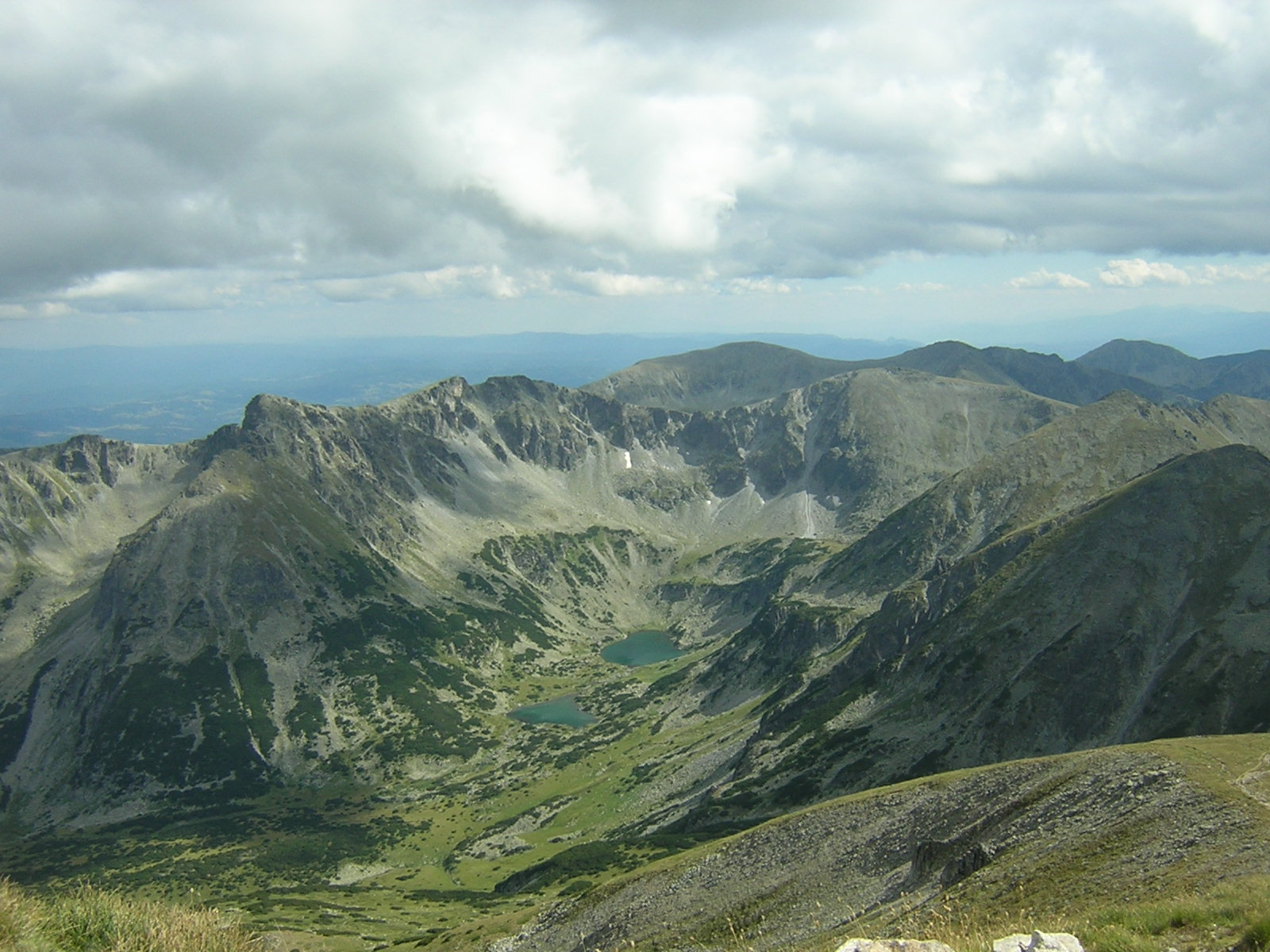
A nascente do Maritsa vista do Musala